# Koppa
La Ҁ, minuscolo ҁ, chiamata koppa, è una lettera arcaica dell'alfabeto cirillico, ormai caduta in disuso nelle versioni nazionali dell'alfabeto.
 La lettera koppa nel'alfabeto cirillico antico.
Questa lettera non ha mai avuto un valore fonetico definito e non è mai stata usata nelle parole slave. Veniva usata, e viene usata anche oggi nel linguaggio ecclesiastico, solamente nella traslitterazione delle parole greche contenenti la lettera qoppa, dalla quale deriva la koppa cirillica.